# Lycocerus guerryi
Lycocerus guerryi (лат.) — вид жуков рода Lycocerus из семейства мягкотелок. Китай (Юньнань).

## Описание
Жуки-мягкотелки, для которых характерны следующие признаки: VIII стернит брюшка самки с более узкими и прямоугольными на вершинах участками между средними и боковыми выемками; вентральный отросток каждого парамера эдеагуса отчетливо загнут внутрь при вентральном виде, дорсальная пластинка каждого парамера слабо расширена и слабо отделена апикально; голова одноцветная желтовато-оранжевая; надкрылья желтые. Вид был впервые описан в 1906 году под названием Cantharis guerryi. Включён в состав видовой группы Lycocerus pallidulus.